# Ludwig Hofmann (Politiker, 1798)
Ludwig Hofmann (* 28. Dezember 1798 in Saalfeld; † 23. März 1879 in Coburg) war ein deutscher Jurist und Politiker.

## Leben
Als Sohn eines Hofrats geboren, studierte Hofmann nach dem Besuch des Casimirianum Coburg Rechtswissenschaften an der Universität Jena. Während seines Studiums wurde er 1816/17 Mitglied der Urburschenschaft. 1819 wurde er Advokat in Coburg, 1821 Regierungsassessor am Appellationsgericht in St. Wendel. 1823 bis 1824 war er Staatsminister in Sachsen-Coburg-Saalfeld, dann bis 1858 Mitglied des Justizkollegiums in Coburg. 1825 wurde er Landesregierungsrat, 1837 Regierungs- und Justizrat, 1847 Regierungsdirektor. 1844 bis 1847 gehörte er dem Sachsen-Coburg und Gothaischen Staatsministeriums an. 1844 wurde er zum Staatsrat und 1862 zum Geheimen Rat.